# Guanare (município)
Guanare é um município da Venezuela localizado no estado de Portuguesa.
A capital do município é a cidade de Guanare.